# Национальный центр паралимпийской и дефлимпийской подготовки и реабилитации инвалидов
Национальный центр паралимпийской и дефлимпийской подготовки и реабилитации инвалидов (укр. Національний центр параолімпійської та дефлімпійської підготовки та реабілітації інвалідів) — паралимпийский спортивный комплекс в посёлке Заозёрное, Евпаторийского городского совета. В центре проходит подготовка спортсменов, представляющих Украину на Паралимпийских играх. Центр принадлежит Национальному комитету спорта инвалидов Украины.

## История
Современный паралолимпийский центр создан на базе бывшего детского санатория «Юный Ленинец», построенном в 1970-е годы. Санаторий располагался на территории около 60 гектаров и включал в себя Дом культуры, спортзал, лечебный, административный, лабораторный корпус, водолечебницу и четыре корпуса («Звёздный», «Штормовой», «Пограничный» и «Мирный»). Санаторий в советское время мог принимать до 1600 человек.
После провозглашения независимости Украины санаторий передали Национальному комитету спорта инвалидов Украины. В 2001 году начался процесс переоборудования санатория под нужды паралимпийцев. В ходе реконструкции был построен легкоатлетический стадион, а возле каждого здания была установлена мини-котельная. Официально центр открылся в 2002 году. Директором комплекса стал Геннадий Васильевич Курганов. К 2003 году на реконструкцию стадиона из бюджетных средств было потрачено порядка 10 миллионов гривен. Реконструкцию центра планировалось завершить к 2005 году и потратить на неё 80 миллионов гривен.
За 2003 год центр принял 509 инвалидов. Спустя десять лет, в 2013 году, центр посетило около 4 тысяч человек. Всего за десять лет в центре побывало 43 тысячи человек. За девять месяцев 2013 года в центре состоялось 116 спортивных мероприятий. В 2013 году министр социальной политики Украины Наталия Королевская заявила, что к концу года будет достроен новый открытый бассейн. На финальный этап работ из государственного бюджета было выделено 10 миллионов гривен.
После аннексии Крыма Россией в 2014 году президент Национального комитета спорта инвалидов Украины Валерий Сушкевич заявлял о том, что центр не будет национализирован российскими властями и останется доступным для украинских параолимпийцев, поскольку находится не в государственной собственности, а принадлежит общественной организации. В ходе Зимних Олимпийский игр 2014 года в Сочи Сушкевич провёл беседу с Президентом России Владимиром Путиным, в ходе которой Путин заверил, что Россия не будет предпринимать в отношении центра «неправовые шаги».
По данным «Российской газеты», поскольку центр остался в собственности украинских параолимпийцев, а крымские параолимпийцы стали выступать под флагом России, такие спортсмены потеряли возможность заниматься в центре. Генеральный секретарь украинского паралимпийского комитета Елена Зайцева опровергла информацию о дискриминации крымчан в центре. В октябре 2015 года Владимир Путин заявил, что центр останется украинским, а для российских спортсменов будет построен новый спортивный центр. В 2018 году Сушкевич вновь подтвердил, что центром распоряжается Национальный комитет спорта инвалидов Украины.
В 2017 году на территории работал центр спорта "Эволюция" республики Крым 

## Спортивные объекты
- Бассейны (25-метровый крытый, два открытых 50-метровых с подогреваемой пресной водой)[11]
- Стадионы (метательный, для стрельбы из лука, футбольно-легкоатлетический, для игровых видов спорта)[11]
- Теннисные корты[11]
- Поле для пляжного футбола и волейбола[11]
- Тренажёрные залы[11]
- Закрытый спортивный зал[11]
- Эллинг[11]

## Спортивные соревнования
На футбольном стадионе, вместимостью 5 тысяч человек, неоднократно проходили матчи футбольного чемпионата Крыма.